# The Brain That Wouldn't Die
The Brain That Wouldn't Die (br.: O cérebro que não queria morrer), também conhecido em inglês como  The Head That Wouldn't Die, é um filme estadunidense de 1959 dos gêneros Ficção Científica e Horror, dirigido por Joseph Green. O roteiro é do diretor e Rex Carlton. O filme foi completado em 1959 com o título The Black Door, mas só foi lançado nos cinemas em 3 de maio de 1962, com o novo nome.

## Elenco
- Jason Evers...Dr. Bill Cortner
- Virginia Leith...Jan Compton / Jan na vasilha ("Jan in the Pan")
- Leslie Daniels...Kurt
- Adele Lamont...Doris Powell

## Sinopse
Dr. Bill Cortner é um bem-sucedido cientista cirurgião que secretamente desenvolve experiências proibidas que trazem cadáveres de volta à vida. Ele é noivo da bonita moça chamada Jan Compton. Após um acidente de carro, Jan morre decapitada enquanto o doutor que estava ao volante é lançado fora do veículo e se salva. Sem hesitar, ele leva a cabeça de Jan antes que fosse totalmente queimada pelas chamas do carro acidentado e vai ao laboratório, num sítio próximo. Aplicando-lhe um soro que desenvolvera, Bill consegue reviver Jan mas para que continue assim a cabeça da mulher é posta numa vasilha constantemente mantida cheia de sangue que, através de tubos, circula no cérebro dela para que permanecesse viva.
Cortner então decide arrumar um corpo para ligá-lo à cabeça e passa a procurar mulheres na noite (numa cena de briga de mulheres que disputam o doutor, é ouvido um miado e mostrado gravuras de gatos na parede. Foi uma inusitada alusão humorística a expressão inglesa Catfight ou "briga de gato" usada para luta de duas mulheres). Jan não se conforma com sua horrível situação e quer se vingar do doutor. Ela consegue contato telepático com outra criação de Bill, um horrível mutante mantido prisioneiro num quarto cerrado e assim, ambos os monstros planejam matar o cientista louco que os criara.

## Trilha sonora
É uma composição de Abe Baker e Tony Restaino. Com o título de "The Web" e assim como outras de filme de horror de baixo orçamento como o do diretor Roger Corman chamado "The Little Shop of Horrors" (sobre uma planta carnívora que pede ao seu dono "Alimente-me" (no original "Feed Me!") - de Fred Katz) pode ser considerada muito boa ao criar uma ambientação sinistra. Particularmente interessante num arranjo de bolero que é ouvido na cena em que o assistente do doutor tem o braço arrancado pela criatura mutante.

## Cultura popular
- O monstro no quarto foi interpretado por Eddie Carmel em sua primeira "atuação cinematográfica". Carmel era um bem conhecido contorcionista de circo nascido em Israel e que se apresentava com o nome de "O Gigante Judeu". Ele foi fotografado por Diane Arbus que deu o nome ao trabalho de "O Gigante Judeu em seu lar com os pais no Bronx, NY, 1970".[2]
- No vídeo game No One Lives Forever 2: A Spy In H.A.R.M.'s Way, dois guardas são encaixotados e mantém um diálogo. Um deles recita uma citação famosa do filme dita por Jan ("Like all quantities, horror has its ultimate, and I am that!", algo como "Como tudo que possui gradação, o horror tem seu máximo, e eu sou isso). O outro conhecia o filme e responde: "Eu nunca pensei que um dia teria como amigo "Jan na Vasilha" (Tradução livre de "I never thought I would ever relate to Jan in the Pan"). O apelido em inglês "Jan in The Pan" é uma provável alusão ao brinquedo Jack-in-the-box.
- O filme foi distribuído na televisão nacional americana como parte do programa Cinema Insomnia (lançado em 2001). O segmento mostra o apresentador Mr. Lobo procurando por um vaso adequado para colocar sua planta caseira Senhora Mittens.[3]
- O filme foi assistido por Mike Nelson em Mystery Science Theater 3000 (episódio 513). Jan in the Pan é o irreverente apelido dado à protagonista no show.
- Na série da MTV Scream Queens, a atriz de horror aspirante reencena uma cena com a voz de Jan.
- O filme foi adaptado para musical em outubro de 2009 com o título The Brain That Wouldn't Die: A New Musical, produzido no Overtime Theater em San Antonio, Texas. A estreia mundial foi uma colaboração do compositor Phillip Luna e letrista Jon Gillespie. O show teve lotação esgotada por cinco semanas [4][5]
- O filme inspirou o musical teatral, The Brain That Wouldn't Die! In 3D!!! de T Sivak e E Gelman, que estreou no New York Musical Theatre Festival em outubro de 2011.[6]